# Исчезающий цикл
В математике, исчезающий цикл может означать:
- исчезающий цикл слоения — гомологически или гомотопически нетривиальный цикл на одном из слоёв слоения, становящийся тривиальным при переносе на (некоторые) сколь угодно близкие к исходному слою слои.[1][2]
- исчезающий цикл особой точки расслоения — в окрестности особой точки расслоения, семейство циклов на близких к особому слоях, «схлопывающееся» в особенность при стремлении к особому слою.[3]